# Буравлева, Евгения Евгеньевна
Евгения Евгеньевна Буравлева (род. 27 февраля 1980 года, Киров, РСФСР, СССР) — российский художник (живописец, график). Также известна как автор инсталляций, арт-объектов, мультимедиа-работ. Активно экспериментирует с новыми техниками и материалами. Один из ведущих современных российских художников.

## Биография
Евгения Буравлева родилась в 1980 в г. Киров (Россия). В 2000 году окончила с отличием Вятское художественное училище им. А. А. Рылова.
В 2001 году окончила с отличием Вятский государственный гуманитарный университет, факультет культурологии. В 2008 году — Московский государственный академический художественный институт им. В.И. Сурикова (мастерская П.Ф. Никонова).
В 2007 году стажировалась в Университете искусств в Берлине. Награждена медалью Российской академии художеств.
В 2009 г. вступила в Московский союз художников. Участник выставок с 2000 г. Работает в целом ряде медиа — живописи, видеоарте, графике, мозаике. Многократно участвовала в Московской биеннале современного искусства, в российских и зарубежных выставках и арт-фестивалях. Персональные выставки проходили в галерее «Ковчег» (2017), Московском музее современного искусства (2017).
Автор картины «@Евгения Попова». 2022, х., м., 120х65 из серии «Чужие впечатления», ставшей в 2022 г. эмблемой 10-й Международной конференции «Актуальные проблемы теории и истории искусства».
Произведения находятся в собраниях Московского музея современного искусства, Российского Фонда культуры, Московского союза художников, российских региональных художественных музеев, в частных коллекциях в России и других странах.